# خالد قورمي
خالد قورمي لاعب كرة قدم جزائري ،لعب في نادي وفاق سطيف.